# Ilha dos Tigres
Ilha dos Tigres is het grootste eiland van Angola en ligt in de Straat van Tigres. Het eiland in de Atlantische Oceaan maakt deel uit van de provincie Namibe.

## Geografie
Het eiland ligt krap tien kilometer uit de westkust van de provincie Namibe aan de Straat van Tigres. Geologisch ligt het op het continentaal plat van Afrika, als verlengstuk van het op het vasteland gelegen Nationaal park Iona. De hoogte ervan varieert van 2 tot 7 meter boven zeeniveau. Vroeger was het een schiereiland met een oppervlakte van 98 km² en een lengte van 36 km. Een smalle landtong gaf verbinding met de kust. In 1962 werd tijdens een storm de landtong doorbroken. Door afslag en erosie is de lengte inmiddels gereduceerd tot 22,4 km en de oppervlakte tot 86 km².
De hoogste plek van het eiland ligt ten zuidwesten van het voormalige dorp São Martinho dos Tigres, met een hoogte van 46 m en is bij goed zicht vanaf het vasteland te zien.
In het noordoosten staat de uit 1920 daterende 12 meter hoge vuurtoren op een markante verhoging van 10 meter, om de scheepvaart attent te maken op de landmassa.

## Geschiedenis
Het eiland werd in 1486 door de Portugese zeevaarder Diogo Cão ontdekt. De naam tijgereiland werd al op 17e-eeuwse Nederlandse zeekaarten vermeld. Deze naam zou verklaard kunnen worden uit de langgerekte vorm van de duinen met hun schaduwpatronen, wat uit de verte lijkt op de uitgespreide vacht van een tijger.
Rond 1860 bezocht de Oostenrijkse botanicus Friedrich Welwitsch het eiland, en beschreef de endemische plantensoorten. In de Portugese koloniale tijd ontstond er in de jaren 1860 een steunpunt voor de visserij, São Martinho dos Tigres. Daarbij was het gebrek aan drinkwater en vers groente en fruit een hindernis. Dit alles moest moeizaam over zee of land worden aangevoerd. Geëxporteerd werden visolie en vismeel, wat de vestiging toch enige welvaart verschafte. Er werd ook een katholieke kerk gevestigd.

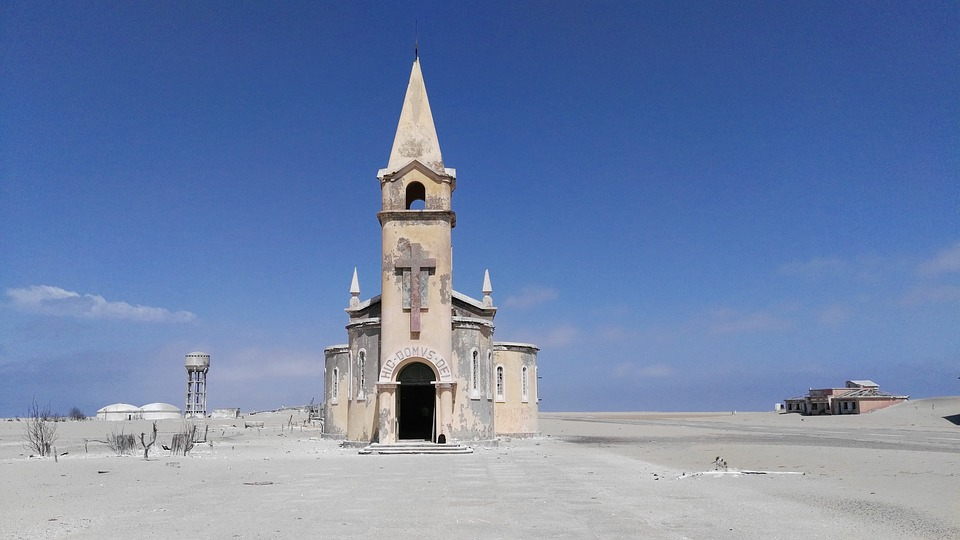
Kapel Van São Martinho dos Tigres met watertoren, gezien vanuit het noorden (2016)

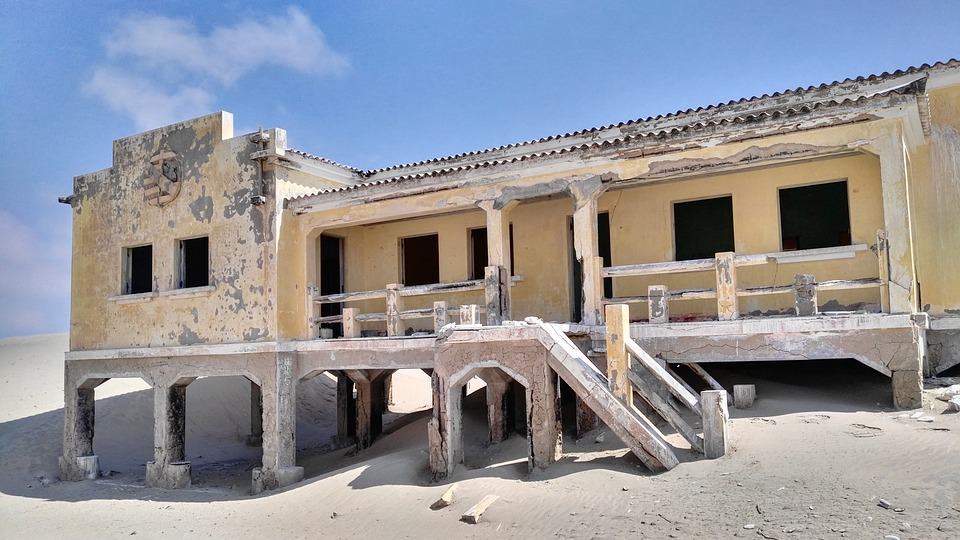
Schoolgebouw op palen, tegen zandstormen

In de jaren 1950 werd een pompstation gebouwd en een leiding aangelegd, waarmee voldoende water uit de 70 km zuidelijk gelegen Kunene betrokken werd. Daarna werden in korte tijd een watertoren, fabrieken, nieuwe aanlegplaatsen en een ziekenboeg gebouwd. In 1957 kwam er een landingsbaan van 1 km lang, en een politiepost. In de nieuwe woonwijken werden groentetuinen aangelegd, er kwamen straten, een bioscoop en een basisschool met twee klassen. Wat oudere kinderen gingen doordeweeks naar het 92 km noordelijker gelegen Tômbua in een internaat; middelbare scholieren moesten naar Moçâmedes. Er waren ongeveer 1500 bewoners, waarvan 300 van Portugese afkomst. Ter bescherming tegen de zandstormen waren alle nieuwe gebouwen op twee meter hoge betonnen palen gebouwd.
In de koloniale tijd ontstonden vier dorpen met in totaal 400 huizen:
- São Martinho dos Tigres, in het oosten, met vissershaven (ruïnes aanwezig)
- Ponta da Marca, in het noorden, onder de duinen verdwenen, behalve de vuurtoren
- Ponta do Gastigo, in het noordoosten (ruïnes aanwezig)
- Ponta dos Morrinhos, voormalige strafkolonie in het zuidwesten, overstroomd en verdwenen.[1] Omdat daar veel land is weggespoeld ligt deze plek inmiddels een kilometer uit de kust en is allen toegankelijk voor onderwaterarcheologie.

Een storm op 14 maart 1962 spoelde de aan de zuidkant bestaande verbinding met het vasteland weg. Daarmee werd ook de watervoorziening met de pijpleiding afgesneden. Het leven op het eiland werd daarna steeds moeilijker. Toen de toestand tijdens de anjerrevolutie ook politiek onzeker werd, verlieten uiteindelijk op 25 april 1974 de laatste bewoners overhaast het eiland, evenals aangemeerde boten bij Foz do Cunene. In het volgende jaar braken in Angola gevechten uit tussen elkaar bestrijdende bevrijdingsbewegingen. Daarna volgde de Zuid-Afrikaanse Grensoorlog (1978-1988). Sindsdien is het eiland onbewoond. De bebouwing is in een spookstad veranderd en verdwijnt langzaam in de zandduinen. De kerkklok werd door de baas van een vissersschip uit de toren gesloopt en aan een schroothandelaar verkocht. De kerkbanken met houtsnijwerk verdwenen op vergelijkbare wijze.
Plannen van het begin van de 21e eeuw, om een visserijstation in de Ilha dos Tigres op te zetten, met daarbij een mosselkwekerij, zijn (nog) niet gerealiseerd. Ook plannen van de gouverneur van Namibe, om op het eiland een vrijetijdsparadijs met luxe resorts, of weer een gevangenis te vestigen, werden niet doorgezet.

## Tegenwoordig[(sinds) wanneer?]
Het eiland wordt alleen nog bezocht door avonturiers en natuuronderzoekers. Gebouwen, straten en de haven zijn verdwenen of aan het verdwijnen.
In het gebied dat door de natuur wordt heroverd, broeden meer dan 10.000 vogels, daaronder 25 bedreigde soorten; ook leven er verschillende soorten zeeschildpadden. De zee-engte tussen eiland en vasteland is geliefd bij sportvissers.